# Héctor Silva
Héctor José Silva (1 lutego 1940, zm. 30 sierpnia 2015) – piłkarz urugwajski noszący przydomek Lito, napastnik, potem pomocnik. Wzrost 176 cm, waga 71 kg.
Będąc piłkarzem klubu Danubio FC był w kadrze reprezentacji Urugwaju w finałach mistrzostw świata w 1962 roku. Urugwaj odpadł w fazie grupowej, a Silva nie zagrał w żadnym meczu.
Od 1964 roku grał w CA Peñarol i jako reprezentant tego klubu wziął udział w finałach mistrzostw świata w 1966 roku. Urugwaj dotarł do ćwierćfinału, a Silva zagrał w dwóch meczach - z Anglią i Niemcami.
W 1970 przeniósł się do meksykańskiego klubu Deportivo Toluca. Później grał w Brazylii w klubach SE Palmeiras i São Paulo.
Miał swój znaczący udział w najważniejszych klubowych rozgrywkach Ameryki Południowej - Copa Libertadores. W okresie od 1965 do 1974 jako piłkarz klubów Peñarol, Palmeiras oraz São Paulo rozegrał w tym turnieju 45 meczów zdobywając 16 bramek, w tym 12 bramek w latach 1965-1969 jako gracz Peñarolu. Dotarł z Peñarolem do finału Copa Libertadores 1965, gdzie jednak drużyna urugwajska przegrała z argentyńskim klubem CA Independiente. Największym sukcesem w karierze klubowej było zwycięstwo w Copa Libertadores 1966 oraz zdobycie w 1966 Pucharu Interkontynentalnego po pokonaniu madryckiego Realu.
Od 12 października 1961 do 20 lipca 1969 rozegrał w reprezentacji Urugwaju 29 meczów i zdobył 7 bramek